# مصرف فيصل الإسلامي
مصرف فيصل الإسلامي بنك يقوم بتقديم خدمات مالية «على النهج الإسلامي».
تأسس البنك في 14 يوليو 1982 برأس مال قدره 200 مليون دولار أمريكي منها 100 مليون دولار كرأس مال مدفوع.[بحاجة لمصدر]
يقع مقره الرئيسي في العاصمة البحرينية المنامة وله فروع في عدد من الدول.
مالكها ورئيس مجلس إدارتها الأمير محمد الفيصل آل سعود